# Sölvesborg Station
Sölvesborg station er en svensk jernbanestation i Sölvesborg. Fra Sölvesborg station kører der pågatåg og øresundstog.
Stationen åbnende i 1874
| Jernbane | Spire Denne jernbaneartikel er en spire som bør udbygges. Du er velkommen til at hjælpe Wikipedia ved at udvide den. |

56°02′58″N 14°35′00″Ø / 56.04954°N 14.58336°Ø